# تيري نيلسون
تيري نيلسون (بالإنجليزية: Terry Nelson)‏ هو دي جيه أمريكي، ولد في 24 أغسطس 1947.